# Protognathinus spielbergi
Protognathinus spielbergi is een fossiele keversoort uit de familie vliegende herten (Lucanidae). De wetenschappelijke naam van de soort is voor het eerst geldig gepubliceerd in 2001 door Fortuné Chalumeau en Bernard Brochier.
P. spielbergi werd ontdekt in de schist van de groeve Messel in Hessen (Duitsland) en is ongeveer 49 miljoen jaar oud.
De soort is opgedragen aan Steven Spielberg, de regisseur van de film Jurassic Park.